# Светлодольск
Светлодо́льск — поселок в Сергиевском районе Самарской области. Административный центр сельского поселения Светлодольск.

## География
Расположен в 5 км к югу от Сергиевска, в 2 км к западу от Суходола и в 95 км к северо-востоку от Самары, в 2 км от реки Сок и в 3 км от автодороги М5.
К посёлку ведёт тупиковая подъездная дорога со стороны Суходола от автодороги М5 — Сергиевск.
Ближайшая ж.-д. станция Серные Воды-1 (на ветке Кротовка — Сургут) находится в Суходоле.

## История
В 1973 г. Указом Президиума ВС РСФСР поселок центральной усадьбы совхоза «Победа» переименован в Светлодольск.

## Население
| 2008 | 2010  |
| ---- | ----- |
| 1086 | ↗1141 |